# Mylabris dispar
Mylabris dispar es una especie de coleóptero de la familia Meloidae.

## Distribución geográfica
Habita en Angola.